# Bahnhof Sankt Veit an der Wien
Der Bahnhof Sankt Veit an der Wien im 13. Gemeindebezirk, Hietzing, war ein Abzweigbahnhof im heutigen Bezirksteil Ober-St.-Veit.

## Geschichte
Der Bahnhof wurde im Zuge des Baus der Strecke Hütteldorf-Hacking–Sankt Veit an der Wien durch damals fast unbebautes Gebiet bis 1883 errichtet und in diesem Jahr am 28. Juni eröffnet. Der Fahrplan sah im ersten Betriebsjahr 17 Züge pro Tag vor. Durch die Eingemeindung von Sankt Veit an der Wien nach Wien im Jahre 1892 lag der Bahnhof ab diesem Zeitpunkt auf Wiener Stadtgebiet. 
Der Neubau der Wienflussbrücke des Hütteldorfer Astes führte zur kurzzeitigen Einstellung des Personenverkehres auf der Strecke Hütteldorf-Hacking–Sankt Veit an der Wien. Im Zuge des Neubaus sollte auch eine neue, bis heute nie verwirklichte Haltestelle Unter Sankt Veit-Baumgarten mit Umsteigemöglichkeit zur oberen Wientallinie der Wiener Stadtbahn errichtet werden.
Ab 1917 fuhren kriegsbedingt nur noch wenige Züge auf den Strecken Penzing–Meidling und Hütteldorf–Meidling. Ab 1944 wurde der Betrieb aufgrund des Zweiten Weltkrieges zur Gänze eingestellt.
Im Zuge der Stilllegung am 22. Jänner 1960 wurde das dritte Bahnhofsgleis, welches von 1941 bis 1960 bestand, sowie das Stellwerk 2 entfernt, und die Station wurde zu einer Abzweigstelle (Abzw Hütteldorf 1) abgewertet. Die endgültige Auflassung ist auf das rasante Beliebterwerden des Automobils und den dadurch resultierenden Bedeutungsverlust der Bahn zurückzuführen.

## Haltestelle Hietzinger Hauptstraße
Ein Neubau an derselben Stelle ist nicht geplant. Jedoch soll etwa 140 Meter südlich des Bahnhofsgebäudes im Rahmen der Modernisierungs- und Ausbauarbeiten der Strecke Penzing–Meidling bis 2027 eine neue Haltestelle namens Wien Hietzinger Hauptstraße südlich des gleichnamigen Straßenzugs, am Westrand des Hietzinger Cottage errichtet werden. Die Strecke soll von der Guldengasse bis zur Beckgasse als Brücke ausgeführt werden und somit die Auhofstraße und die Hietzinger Hauptstraße in Hochlage überqueren. Dadurch ist auch die Haltestelle in Hochlage geplant. Die Haltestellen Hummelgasse und Verbindungsbahn der Wiener Linien werden unter dem Namen Hietzinger Hauptstraße S als Umsteigemöglichkeiten dienen. Zukünftig sollen die S-Bahn-Garnituren der S80 im 15-Minuten-Intervall verkehren.
Dies ist im Zusammenhang mit der Attraktivierung der Bahnstrecke zu sehen, die Teil eines sogenannten „S-Bahn-Rings“ werden soll und im Zuge deren auch die Haltestelle Wien Speising neu errichtet und eine neue Haltestelle Stranzenbergbrücke entstehen soll.